# Кроза, Луи Антуан, барон де Тьер
Луи Антуан Кроза, барон де Тьер, сеньор Лафош, Виньори, Семилли, Сексфонтен и Марбевилль (фр. Louis Antoine Crozat, baron de Thiers, seigneur de Lafauche, Vignory, Semilly, Sexfontaines et Marbéville,; 13 июля 1700, Париж — 15 декабря 1770, Париж) — французский аристократ, член влиятельной семьи, военный и знаменитый коллекционер произведений искусства.

## Биография
Крещёный в Париже, в приходе Сент-Эсташ, 14 июля 1700 года, Луи Антуан был одним из сыновей составившего огромное состояние финансиста и коллекционера произведений искусства Антуана Кроза. Сын унаследовал от отца многочисленные поместья. Служил офицером королевской армии и в 1745 году достиг звания бригадного генерала, а затем — генерал-лейтенанта провинции Шампань.
В Париже Луи Антуан в 1742 году унаследовал от родителей особняк д’Эврё на Вандомской площади, 19, который он перестроил по проекту архитектора Пьера Контана д’Иври. В 1751 году у скончавшегося в этом году брата Жозефа Антуана Кроза, маркиза де Тюни, он приобрёл соседний особняк на Вандомской площади, 17, так называемый «Отель Кроза». Луи Антуан был большим библиофилом и собирателем произведений искусства. Получив в наследство часть коллекций своего дяди, он увеличил их собственными приобретениями и обладал библиотекой, содержавшей в себе свыше 4500 сочинений, 427 картинами различных школ, собранием скульптур и гравюр.
От Жозефа Антуана Кроза он унаследовал часть одной из важнейших коллекций произведений искусства своего времени — «Коллекции Кроза», первоначально собранной их дядей, Пьером Кроза. Другую часть этой коллекции он получил от другого брата, Луи-Франсуа Кроза, маркиза дю Шатель, который умер в 1750 году. Эта коллекция состояла на две трети из картин художников итальянской школы и оставшейся трети из картин фламандской, голландской и французской школ. Будучи любителем и знатоком искусства, он расширил коллекцию, разместив её в отеле д’Эврё и открыв для публики. В 1755 году он напечатал каталог. Коллекция Кроза была тогда единственной коллекцией произведений искусства, доступной публике в Париже.

## Продажа коллекции Кроза в Россию
После его смерти Луи Антуана Кроза в Париже 15 декабря 1770 года три его дочери намеревались как можно быстрее превратить семейную коллекцию в оборотные средства. Тогда по совету литератора Фридриха Мельхиора Гримма и российского посла во Франции Д. А. Голицына, а также при посредничестве женевского коллекционера Франсуа Троншена через Дени Дидро было сделано предложение российской императрице Екатерине II приобрести собрание Кроза целиком. В результате полуторагодовых переговоров сделка была завершена продажей всей коллекции за 460 тысяч ливров. Эта продажа наделала много шуму в Европе. Французским коллекционерам оставалось только сожалеть, что они не обладают подобными средствами.
Таким образом, в собрание Императорского Эрмитажа в Санкт-Петербурге поступило пять картин Рафаэля (из них наиболее известна «Святое семейство»), одна картина Микеланджело, «Юдифь» Джорджоне, «Даная» Тициана, семь картин Рембрандта (среди них «Даная» и «Святое семейство»), «Оплакивание Христа» Веронезе, 10 картин Тициана, 3 Корреджо, 2 Дюрера, «Рождение Иоанна Крестителя» Тинторетто. Среди 15 произведений Рубенса были приобретены известные полотна «Вакх», «Портрет камеристки инфанты Изабеллы» и «Изгнание Агари», эскизы для оформления Люксембургского дворца в Париже. Ван Дейк был представлен полотном «Неверие Фомы» и 6 портретами, среди которых — автопортрет художника. Таким образом, это приобретение обогатило российский музей рядом выдающихся шедевров великих мастеров и большим числом первоклассных картин.

## Потомки Луи Антуана Кроза
19 декабря 1726 года Луи Антуан Кроза женился на Луизе-Огюстине де Монморанси Лаваль (1712—1770), дочери Клода-Шарля де Монморанси, маркиза де Лаваля, лорда Шеннебруна, и Мари-Терезы де Отфор. У него было три дочери:
Антуанетта Луиза Мари Кроза, дама баронства Тьер (28 апреля 1731—30 мая 1809), вышла замуж 19 марта 1749 года за графа Иоахима Казимира Леона де Бетюн-Селля, бригадира королевской армии, генерал-лейтенанта провинции Артуа, губернатора города и цитадели Аррас, с которым он оставил потомство. Их дочь, Луиза Шарлотта де Бетюн (1759—1818), унаследовала замок Тюни-Трюни, который она передала своему единственному сыну, Рене Луи Виктору де Латур дю Пэну. Луиза Огюстина Сальбиготон Кроза де Тьер (25 октября 1733—8 мая 1813), дама Лафош, вышла замуж в Париже 11 апреля 1752 г. за Виктора Франсуа де Бройля, второго герцога Бройля, маршала Франции;
Луиза Тереза Кроза де Тьер (15 октября 1735—?), вышла замуж 19 апреля 1755 г. за маркиза Армана Луи де Бетюн-Шабрис.